# Каштанов, Станислав Александрович
Станислав Александрович Каштанов (укр. Станіслав Каштанов; род. 31 июля 1984 года, Донецк, Украинская ССР) — украинский, а с 2015 года — российский боксёр-профессионал, выступавший во второй средней (до 76,2 кг) и в полутяжёлой (до 79,3 кг) весовых категориях. Среди профессионалов бывший временный чемпион мира по версии WBA (2012—2014) во 2-м среднем весе и чемпион России (2015—2018) в полутяжёлом весе.

## Профессиональная карьера
Каштанов дебютировал на профессиональном ринге в июле 2003 года, сначала проводя бои против малоизвестных боксёров. Почти все поединки провёл на Украине.
В 2006 году завоевал молодёжный титул чемпиона мира по версии WBC во втором среднем весе.
Проведя 28 последовательных побед, в августе 2011 года вышел на титульный бой за звание чемпиона мира с венгром Каролем Балжаем. Поединок проходил в равной борьбе, но раздельным решением победу присудили венгру. Стас потерпел первое поражение на профессиональном ринге.
11 ноября 2012 года на Украине состоялся бой за вакантный титул временного чемпиона мира по версии WBA между украинцами Стасом Каштановым и Севером Емурлаевым (22-0). Каштанов победил раздельным решением судей и завоевал чемпионский титул.
В августе 2013 года защитил титул нокаутом в бою с неизвестным коста-риканским джорнименом, Хавье Барбосой (18-8).
Выступал под эгидой промоутерской организации Union Boxing Promotion.
В 2014 году стало известно что Стас завершил профессиональную карьеру из-за проблем со здоровьем.
В феврале 2015 промоутер Владимир Хрюнов заявил, что Каштанов теперь будет жить в Серпухове и выступать за Россию. В феврале 2015 года Каштанов проводил спарринги с Дмитрием Чудиновым. 30 марта 2015 года спортсмен получил лицензию Российской федерации профессионального бокса.
23 августа 2015 года второй раз в карьере бился за пояс временного чемпиона мира по версии WBA против доминиканского спортсмена Феликса Валеры. После 12 раундов судьи отдали победу Феликсу Валеру раздельным решением (113—115, 112—116, 117—111).
21 мая 2016 года завоевал вакантный пояс IBF International во втором среднем весе, победив техническим нокаутом поляка Томаша Гаргулу.
2 июня 2018 года не смог завоевать вакантный пояс чемпиона Европы по версии EBU во втором среднем весе, уступив единогласным решением судей косовару Робину Красничи.
В июле 2017 года получил российское гражданство.